# Sesto Caio Baccelli
Pour les articles homonymes, voir Baccelli.
Sesto Caio Baccelli, dit L'Astrologue de Brozzi est un astrologue et Kabbaliste italien ayant vécu vers 1600.

## Biographie
Peu de choses sont connues de sa vie sauf qu'il est né et a vécu à Brozzi, dans la zone située entre l'ancienne municipalité et le lieu-dit Torrione et qu'il était le neveu de Rutilio Benincasa (it).
Il est connu par l'expression « Essere come lo strolago di Brozzi, che riconosceva i pruni al tatto e la merda al puzzo » et par un almanach lunaire populaire, le Il vero Sesto Caio Baccelli-Guida dell'agricoltore. 